# Талавера-ла-Реаль
Талавера-ла-Реаль (ісп. Talavera la Real) — муніципалітет в Іспанії, у складі автономної спільноти Естремадура, у провінції Бадахос. Населення — 5509 осіб (2010).
Муніципалітет розташований на відстані близько 310 км на південний захід від Мадрида, 16 км на схід від Бадахоса.

## Демографія
Динаміка населення (INE ):